# Kattjärnen, Dalarna
Kattjärnen är en sjö i Mora kommun i Dalarna och ingår i Dalälvens huvudavrinningsområde.